# علي رضائي
علي رضائي هو جراح أعصاب متخصص في استخدام زرع شرائح الدماغ للتحفيز العميق للدماغ وعلاج مرض باركنسون، واضطراب الوسواس القهري، ومرض آلزهايمر وإصابات الدماغ. في عام 2014 قاد رضائي فريق جراحي استخدم زرع رقاقة لترجمة ونقل الإشارات من القشرة الحركية لدماغ المريض لتجاوز إصابة العمود الفقري واستعادة حركة أطرافهم إعطاء رجل مشلول فرصة استخدام يديه مرةً أخرى. قدّم هذا الإجراء الجراحي تقنية عظيمة في الهندسة العصبية كأول عملية تنجح عن أي وقت مضى لإعادة تنشيط الأطراف.
رضائي هو مدير المعهد العصبي لجامعة ولاية أوهايو وجامعة ستانلي د. لجراحة الأعصاب وأستاذ جراحة الأعصاب وعلم الأعصاب.

## تعليمه
حصل رضائي على درجة البكالوريوس من جامعة كاليفورنيا، لوس أنجلوس، وتخرج مع مرتبة الشرف من كلية الطب بجامعة جنوب كاليفورنيا للحصول على درجة الماجستير في عام 1990. أكمل رضائي تدريبه الفرعي في جراحة المخ والأعصاب الوظيفية في جامعة تورونتو. في الفترة من 2011 إلى 2013، شغل ريزاي منصب رئيس الجمعية العصبية في أمريكا الشمالية، وهو الرئيس السابق لمؤتمر الجراحين الأعصاب والجمعية الأمريكية لجراحة الأعصاب الوظيفية. تم تعيين رضائي في سبتمبر 2017 من قبل جامعة فرجينيا الغربية وعائلة روكفلر كمدير قادم لقيادة علم الأعصاب الدراسات السريرية والبحوث لمعهد روكفيلر للعلوم العصبية في جامعة فرجينيا الجديدة.

## أعماله المنشورة
نشر الدكتور رضائي أكثر من 175 مقالة استعرضها الأقران في مجلات مراجعة الأقران بما في ذلك نيتشر وذالانسيت. يعمل ريزاي في هيئة تحرير خمس مجلات علمية بما في ذلك جراحة المخ والأعصاب.